# نورتون (ویرجینیا)
نورتون (به انگلیسی: Norton) شهری است در ایالت ویرجینیا از کشور ایالات متحده آمریکا. در سرشماری سال ۲۰۱۰ جمعیت این شهر ۳۹۵۸ بود.